# Xã Haskell, Quận Saline, Arkansas
Xã Haskell (tiếng Anh: Haskell Township) là một xã thuộc quận Saline, tiểu bang Arkansas, Hoa Kỳ. Năm 2010, dân số của xã này là 4.935 người.